# Aguascalientes (Bundesstaat)
Der Bundesstaat Aguascalientes [a.ɣwas.kaˈljen.tes], offiziell Freier und Souveräner Staat Aguascalientes (spanisch Estado Libre y Soberano de Aguascalientes), liegt im Mittleren Norden Mexikos zwischen Jalisco und Zacatecas. Er ist mit 5.471 km² (1,2 Millionen Einwohner) der viertkleinste mexikanische Bundesstaat. Die Hauptstadt ist die gleichnamige Stadt Aguascalientes.

## Geographie
Der Bundesstaat Aguascalientes liegt im Zentrum Mexikos, 480 km nördlich von Mexiko-Stadt zwischen Zacatecas und Jalisco.

## Geschichte
Das Gebiet löste sich am 23. Mai 1835 vom Bundesstaat Zacatecas, zu dem es seit der Unabhängigkeit von Spanien gehört hatte. Der Bundesstaat wurde aus nicht ganz nachvollziehbaren Gründen geschaffen – die Legende will von einem Kuss der Frau des Bürgermeisters von Aguascalientes auf die Wange des damaligen Diktators Antonio López de Santa Ana wissen. Wahrscheinlicher ist aber ein Konflikt Francisco García Salinas, damaliger Gouverneur Zacatecas, mit Santa Ana. Als eigenständiger Bundesstaat ist er in Artikel 43 der Verfassung von 1857 festgelegt.
Während der französischen Intervention in Mexiko gerieten die französischen Truppen und ihre konservativen und „kaiserlichen“ Verbündeten ins Hintertreffen. Die Armee des Generals Miramón wurde am 2. Februar 1867 in San Jacinto von der liberalen Armee besiegt. Etwa 100 Soldaten der französischen Invasionsarmee wurden nach ihrer Gefangennahme erschossen.

## Bevölkerungsentwicklung
| Jahr | Einwohner |
| ---- | --------- |
| 1950 | 0226.965  |
| 1960 | 0243.363  |
| 1970 | 0338.142  |
| 1980 | 0519.439  |
| 1990 | 0719.659  |
| 1995 | 0862.720  |
| 2000 | 0944.285  |
| 2005 | 1.065.416 |
| 2010 | 1.184.996 |
| 2015 | 1.312.544 |

## Politik

### Gouverneur
Die Regierung des Bundesstaates wird von einem direkt vom Volk gewählten Gouverneur (span.: Gobernador) geleitet. Aktuell ist dies María Teresa Jiménez Esquivel als Nachfolgerin von Martín Orozco Sandoval (Amtszeit 1. Dezember 2016 – 30. September 2021).
Die Zentralregierung wirkt stark in die Bundesstaaten hinein. Dies liegt in den vielfältigen Abhängigkeiten der Staaten von der Bundesregierung begründet, da diese den Staaten und Gemeinden einen Teil der Steuereinnahmen zuweist. Daneben haben die Ministerien Vertretungen (Delegaciones) in den Bundesstaaten, Regierungsbezirken und Gemeinden. Über diese werden Bundesmittel insbesondere für Sozialfürsorge und Entwicklungsprogramme vergeben.

### Städte und Gemeinden
Aguascalientes gliedert sich in elf Verwaltungsbezirke (Municipios) mit 2932 Ortschaften (localidades) (darunter 29 urbane = städtische), zu denen neben ländlichen Gemeinden (Pueblos) auch Farmen (Ranchos, Haciendas) zählen.
| Nr. | Municipio (=Verwaltungssitz) | Einw.   |
| 001 | Aguascalientes               | 797.010 |
| 002 | Asientos                     | 045.492 |
| 003 | Calvillo                     | 054.136 |
| 004 | Cosío                        | 015.042 |
| 005 | Jesús María                  | 099.590 |
| 006 | Pabellón de Arteaga          | 041.862 |
| 007 | Rincón de Romos              | 049.156 |
| 008 | San José de Gracia           | 008.443 |
| 009 | Tepezalá                     | 019.668 |
| 010 | El Llano                     | 018.828 |
| 011 | San Francisco de los Romo    | 035.769 |

Grenzen der Municipios in Aguascalientes

Die Municipios wurden nach ihren Verwaltungssitzen (span. cabecera municipal) benannt. Die mit großem Abstand bevölkerungsreichste Stadt des Bundesstaats ist die Hauptstadt Aguascalientes. Weitere Städte mit mindestens zehntausend Einwohnern sind Calvillo, Jesús Gómez Portugal, Jesús María, Pabellón de Arteaga, Rincón de Romos und San Francisco de los Romo.

## Persönlichkeiten
- Antonio Acevedo Escobedo, Schriftsteller
- José María Bocanegra, mexikanischer Präsident
- Enrique Cornelio Osornio Martínez de los Ríos (1868–1945), Militärarzt und stellvertretender Gouverneur Aguascalientes
- Francisco Díaz de León (1897–1975), Künstler
- Gabriel Fernández Ledesma (1900–1983), Künstler
- Manuel M. Ponce, Musiker
- José Guadalupe Posada (1854–1913), Künstler
- Saturnino Herrán (1887–1918), Künstler
- Ramón López Velarde, Dichter
- Arturo Robles Aguilar, Politiker
- Raúl López Serna, Mediziner
- Miguel Angel Barberena Vega, Politiker
- Jose Antonio Zapata Cabral, Journalist
- Otto Granados Roldán, Politiker
- José Guadalupe („Napoleón“), Musiker
- Arturo Romo de Vivar Olivares, Geschäftsmann
- Rodolfo Landeros Gallegos, Politiker
- Karen Hernández (* 1994), Fußballschiedsrichterin